# 水管理・国土保全局
水管理・国土保全局（みずかんり・こくどほぜんきょく）は、国土交通省の内部部局の一つ。
2011年7月1日の国土交通省組織令 改正に伴い、水関連行政部門の統合をめざし、従来河川（治水）行政を担当してきた河川局に、水資源に関する行政を担当してきた土地・水資源局の水資源部と下水道行政を担当してきた都市・地域整備局の下水道部を統合して誕生した。

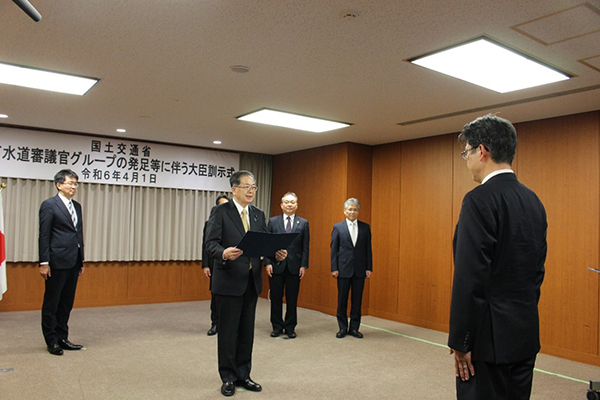
上下水道審議官グループの発足等に伴う大臣訓示式（2024年4月1日）

2024年、厚生労働省から上水道事業を移管され局長級の上下水道審議官、部長級の大臣官房審議官(上下水道担当)を新設、下水道部を上下水道審議官グループへ改組。

## 概要
水管理・国土保全局河川計画課は技官中心の構成で、河川計画課長経験者は水管理・国土保全局長、技監に昇進することが多い。

## 組織
- 局長
- 次長
  - 総務課
  - 水政課
    - 水利調整室

  - 河川計画課
    - 国際室
    - 河川計画調整室

  - 河川環境課
    - 河川保全企画室
    - 流水管理室
    - 水防企画室

  - 治水課
    - 事業監理室
    - 流域減災推進室

  - 防災課
    - 災害企画室
- 上下水道審議官グループ
  - 大臣官房審議官(上下水道担当)
  - 上下水道企画課
  - 下水道事業課
  - 水道事業課
  - 参事官(上下水道技術)
- 水資源部
  - 水資源政策課
  - 水資源計画課
- 砂防部
  - 砂防計画課
    - 砂防管理室
    - 地震・火山砂防室

  - 保全課
    - 海岸室

## 歴代局長
| 代 | 氏名     | 在任期間                      | 前職                         | 後職                                                         |
| -- | -------- | ----------------------------- | ---------------------------- | ------------------------------------------------------------ |
| 1  | 関克己   | 2011年7月1日 - 2012年9月11日  | 国土交通省河川局長           | 辞職                                                         |
| 2  | 足立敏之 | 2012年9月11日 - 2013年8月1日  | 国土交通省中部地方整備局長   | 技監                                                         |
| 3  | 森北佳昭 | 2013年8月1日 - 2014年7月8日   | 国土交通省関東地方整備局長   | 辞職                                                         |
| 4  | 池内幸司 | 2014年7月8日 - 2015年7月31日  | 国土交通省近畿地方整備局長   | 技監                                                         |
| 5  | 金尾健司 | 2015年7月31日 - 2016年6月21日 | 国土交通省九州地方整備局長   | 辞職                                                         |
| 6  | 山田邦博 | 2016年6月21日 - 2018年7月31日 | 国土交通省近畿地方整備局長   | 内閣官房内閣審議官（内閣官房副長官補付）                     |
| 7  | 塚原浩一 | 2018年7月31日 - 2019年7月9日  | 国土交通省中部地方整備局長   | 辞職                                                         |
| 8  | 五道仁実 | 2019年7月9日 - 2020年8月1日   | 国土交通省大臣官房技術審議官 | 内閣官房内閣審議官（内閣官房副長官補付）                     |
| 9  | 井上智夫 | 2020年8月1日 - 2022年6月28日  | 国土交通省大臣官房付         | 辞職                                                         |
| 10 | 岡村次郎 | 2022年6月28日 - 2023年7月4日  | 国土交通省北陸地方整備局長   | 内閣官房内閣審議官（内閣官房副長官補）兼国土強靱化推進室次長 |
| 11 | 廣瀬昌由 | 2023年7月4日 - 2024年7月1日   | 国土交通省関東地方整備局長   | 技監                                                         |
| 12 | 藤巻浩之 | 2024年7月1日 - 2025年7月1日   | 国土交通省関東地方整備局長   | 辞職                                                         |
| 13 | 林正道   | 2025年7月1日 - 現職           | 国土交通省中国地方整備局長   |                                                              |